# Gaiola
Gaiola (piemontesisch Gajòla) ist eine Gemeinde in der italienischen Provinz Cuneo (CN), Region Piemont.

## Lage und Einwohner
Gaiola liegt knapp 15 km südwestlich von der Provinzhauptstadt Cuneo entfernt, nahe des Stura di Demonte. Das Gemeindegebiet umfasst eine Fläche von fast 5 km² und hat 582 Einwohner (Stand 31. Dezember 2023).
Die Nachbargemeinden sind Borgo San Dalmazzo, Moiola, Rittana, Roccasparvera und Valloriate.

## Geschichte

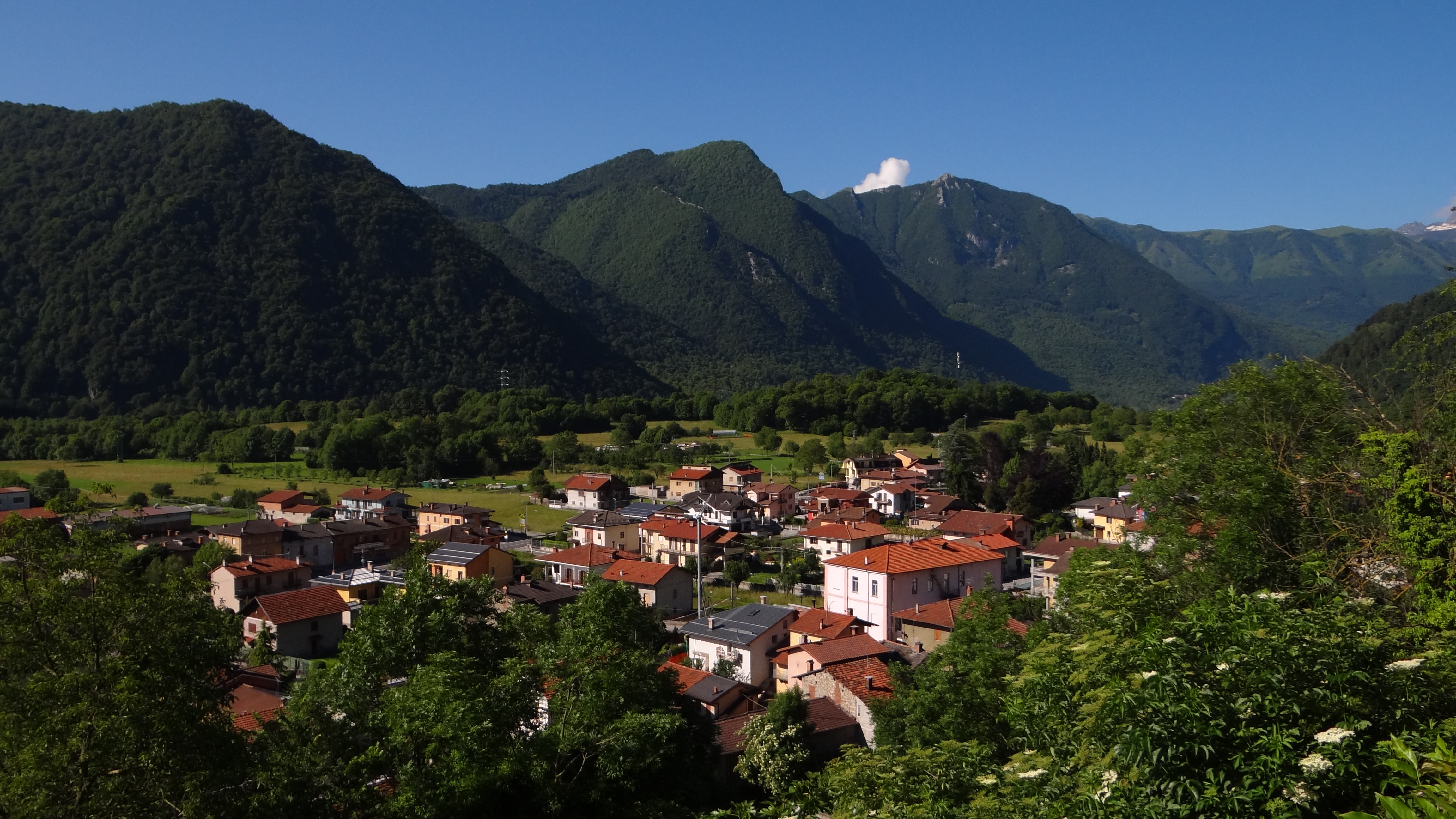
Gaiola Panorama

Der Ortsname, der auf das lateinische GAGIUM (GAIUM) zurückgeht und von einigen Gelehrten als „sehr dichter Wald, Wald von großer Ausdehnung“ verstanden wird, bezieht sich auf die Beschaffenheit des Bodens. Die Bescheinigung „Gaglola“, die in einem Dokument aus der Mitte des 13. Jahrhunderts erscheint, ist eine Verkleinerungsform von GAIUM, die durch Anhängen des Suffixes -EOLA entsteht. Das andere spätere, „Gayolola“, das eine GAIULIOLA voraussetzt, hat die gleiche Etymologie und ein doppeltes Diminutivaffix. Es gibt jedoch keinen Mangel an Menschen, die glauben, dass der Name des Dorfes von „Galliola“, „kleiner Gallier“, abgeleitet sei.
Seine Geschichte ist frei von Ereignissen die von Bedeutung wären und unterscheidet sich nicht von der der umliegenden Gebiete, die im Laufe der Zeit verschiedenen Herrschaften und feudalen Verwaltungen unterworfen waren. Nachdem es lange Zeit den Markgrafen von Saluzzo unterworfen war, ging es dann an die Anjou, die Visconti von Mailand und die Savoyer über, die am Ende der napoleonischen Zeit dorthin zurückkehrten.
Zu den interessanten historisch-architektonischen Zeugnissen zählen die Olla-Brücke, die Eingangstür zum Dorf und die Ruinen der alten Burg Dusou, sowie die Pfarrkirche Mariä Himmelfahrt aus der ersten Hälfte des 18. Jahrhunderts, die die alte Kirche aus dem 13. Jahrhundert ersetzte und immer der Heiligen Maria geweiht war. Auch die Villa Peano aus dem 18. Jahrhundert im unteren Teil des Dorfes, bekannt als „la Soutana“ und die Kapelle San Bernardo, etwas außerhalb der Stadt sind weitere historische Bauten von Bedeutung.
Auf einem der Berge im Bezirk Gaiola gibt es einige sogenannte Blaslöcher (Soffioni). Dabei handelt es sich um Löcher im Boden unterschiedlicher Größe. Das größte hat einen Durchmesser von etwa zwei Metern und ist zwanzig Meter tief, aus denen heiße Luft entweicht und besonders im Winter sichtbar sind.